# توبي ليستير
توبي ليستير (5 أبريل 1993 ببلاكبول في المملكة المتحدة - ) (بالإنجليزية: Toby Lester)‏ هو لاعب كريكت بريطاني. لعب مع نادي مقاطعة لانكشر للكريكت ‏ وLoughborough MCC University ‏.

## وصلات خارجية
- توبي ليستير على موقع إي آس بي آن كريك إنفو (الإنجليزية)